# NGC 7693
NGC 7693 في الفهرس العام الجديد، هي مجرة، تقع في كوكبة الحوت. اكتشفت في 1 ديسمبر 1882 بواسطة أساف هول.

## روابط خارجية
- NGC 7693 على موقع ويكي سكاي: DSS2, SDSS, GALEX, IRAS, Hydrogen α, X-Ray, Astrophoto, Sky Map, Articles and images